# Greencastle (Pennsylvania)
Greencastle is een plaats (borough) in de Amerikaanse staat Pennsylvania, en valt bestuurlijk gezien onder Franklin County.

## Demografie
Bij de volkstelling in 2000 werd het aantal inwoners vastgesteld op 3722. In 2006 is het aantal inwoners door het United States Census Bureau geschat op 3995, een stijging van 273 (7,3%).

## Geografie
Volgens het United States Census Bureau beslaat de plaats een oppervlakte van 4,1 km², geheel bestaande uit land. Greencastle ligt op ongeveer 203 m boven zeeniveau.

## Plaatsen in de nabije omgeving
De onderstaande figuur toont nabijgelegen plaatsen in een straal van 16 km rond Greencastle.